# De hoed
De hoed is een hoorspel naar het verhaal Everything That Rises Must Converge uit 1964 van Flannery O'Connor. In een vertaling van Dola de Jong zond de KRO het uit op zondag 25 december 1966 (met een herhaling op dinsdag 29 augustus 1967). Willem Tollenaar voerde de regie. Het hoorspel duurde 37 minuten.

## Rolbezetting
- Johan Schmitz (verteller)
- Nell Koppen (moeder)
- Wim van Rooij (Julian)
- Tine Medema, Joke Hagelen & Mies Hagens (drie vrouwen)
- Nina Bergsma (een jongetje)

## Inhoud
Het verhaal wordt verteld vanuit het perspectief van Julian, die pas afgestudeerd is en wacht op een baan die in overeenstemming is met zijn opleiding. Hij leeft thuis met zijn bezorgde moeder, een weduwe. We bevinden ons in het zuiden van de VS, in de jaren 1960, kort nadat de rassenscheiding is opgeheven. Tijdens een rit met een geïntegreerde bus worden al de complexe verhoudingen van dit verhaal uitgespeeld: Julians rancuneuze, zelf begoochelende afhankelijkheid van zijn moeder, de inzichtloze maar goedbedoelde bekommerdheid van de moeder, die gebonden is aan de sociale conventies waarmee ze werd opgevoed, de minzaamheid van "verlichte" blanken jegens zwarten, de wrevel van zwarten jegens goedbedoelende blanken… De crisis barst los tijdens een confrontatie tussen Julians moeder en een zwarte vrouw die dezelfde hoed draagt. Terwijl ze probeert een penny te geven aan het kind van haar tegenhanger, krijgt ze een beroerte. Julian is zich daarvan eerst niet bewust, omdat hij zo in beslag is genomen door woede over zijn moeders gebaar, dat hem ongepast leek. Als hij zich echter realiseert hoe ontredderd ze is, wordt hij overweldigd door smart en vrees …